# Felip apòstol
Felip (Betsaida, Galilea, segle i - Hieràpolis de Frígia, Àsia Menor, c. 81) va ser un dels Dotze Apòstols de Jesús de Natzaret segons el Nou Testament. Les tradicions cristianes posteriors indiquen que Felip va ser l'apòstol que va predicar a Grècia, Síria i Àsia Menor.
En el ritu romà, la festivitat de Felip, juntament amb la de Jaume el Menor, es celebra tradicionalment l'1 de maig, aniversari de la consagració de l'església dedicada a Roma (anomenada Església dels Dotze Apòstols). En l'efímera reforma del calendari de 1960, es va traslladar a l'11 de maig, però des de 1969 s'ha assignat al 3 de maig. L'Església Ortodoxa Oriental celebra la festa de Felip el 14 de novembre.

## Nou Testament
Els tres evangelis sinòptics i el llibre dels Fets exposen que Felip era un dels apòstols; sempre figura al cinquè lloc. L'evangeli de Joan relata el moment en què Felip esdevé deixeble de Jesús. Felip és descrit com un deixeble de la ciutat de Betsaida, i l'evangelista el connecta amb Andreu i Pere, que eren de la mateixa ciutat. També estava entre els que acompanyaven Joan Baptista quan aquest últim proclamava que Jesús era l'Anyell de Déu. Va ser Felip qui va presentar per primera vegada Natanael (a vegades identificat amb Bartomeu) a Jesús. Segons Butler, Felip es trobava entre els assistents al casament de Canà.
Dels quatre evangelis, Felip ocupa el lloc més destacat a l'evangeli de Joan. Jesús posa a prova Felip (Joan 6:6) quan li pregunta com alimentar les 5.000 persones. Més tard apareix com un dels qui mantenen el contacte amb la comunitat grega. Felip portava un nom grec, probablement parlava grec i era conegut pels pelegrins grecs de Jerusalem. Aconsella a Andreu que alguns grecs volen trobar-se amb Jesús, i junts informen Jesús d'això (Joan 12:21). Durant l'Últim Sopar, quan Felip demana a Jesús que els mostri el Pare, li dona l'oportunitat d'ensenyar als seus deixebles en què es basa la unitat del Pare i del Fill.
No s'ha de confondre Felip l'Apòstol amb Felip l'Evangelista, que va ser nomenat amb Esteve i cinc persones més per supervisar les distribucions caritatives (Actes 6:5).

## Escrits apòcrifs
La majoria de relats sobre Felip es troben en escrits no canònics o apòcrifs. Climent d'Alexandria diu que Felip estava casat i tenia fills, amb alguna filla casada. Eusebi de Cesarea, com altres autors, el confon amb Felip l'Evangelista, que és mencionat als Fets dels Apòstols.

### Textos de Nag Hammadi
Un dels còdexs gnòstics descoberts a la biblioteca de Nag Hammadi l'any 1945 porta el nom de Felip al títol, a la línia inferior. Una història extrabíblica primerenca sobre Sant Felip es conserva a la Carta apòcrifa de Pere a Felip, també un dels textos de la Biblioteca de Nag Hammadi, i datada a finals del segle II o principis del III. Aquest text comença amb una carta de sant Pere a sant Felip, demanant-li que es reunís amb els altres apòstols que s'havien reunit a la muntanya de les Oliveres. Fred Lapham creu que aquesta carta indica una tradició primerenca que "en algun moment entre la resurrecció de Jesús i la separació final de la seva presència ressuscitada dels deixebles, Felip havia emprès una única empresa missionera i, per alguna raó, es mostrava reticent a tornar amb la resta dels apòstols”.

### Actes de Felip
Els Actes de Felip són un escrit anònim del segle iv, probablement escrit per un contemporani d'Eusebi, que narra la predicació i miracles de Felip. Després dels fets de Jesús de Natzaret, els apòstols s'escamparen per l'Imperi Romà per predicar. Felip anà amb la seva germana Mariamne i Bartomeu apòstol a Grècia, Frígia i Síria. Segons aquesta narració, va morir màrtir a Hieràpolis de Frígia a l'edat de 87 anys, en temps de Domicià. Segons aquest relat havia guarit l'esposa del procònsol romà de la ciutat i aquesta s'havia convertit al cristianisme; el procònsol, enfurismat, va torturar i matar els apòstols: Felip i Bartomeu van ser crucificats cap per avall, però Felip continuà predicant i la multitud va alliberar Bartomeu. Felip no va voler ser alliberat i morí a la creu. Una segona llegenda diu que va ser decapitat. Les dues versions, però, són llegendàries i no se sap res cert de la mort del sant.

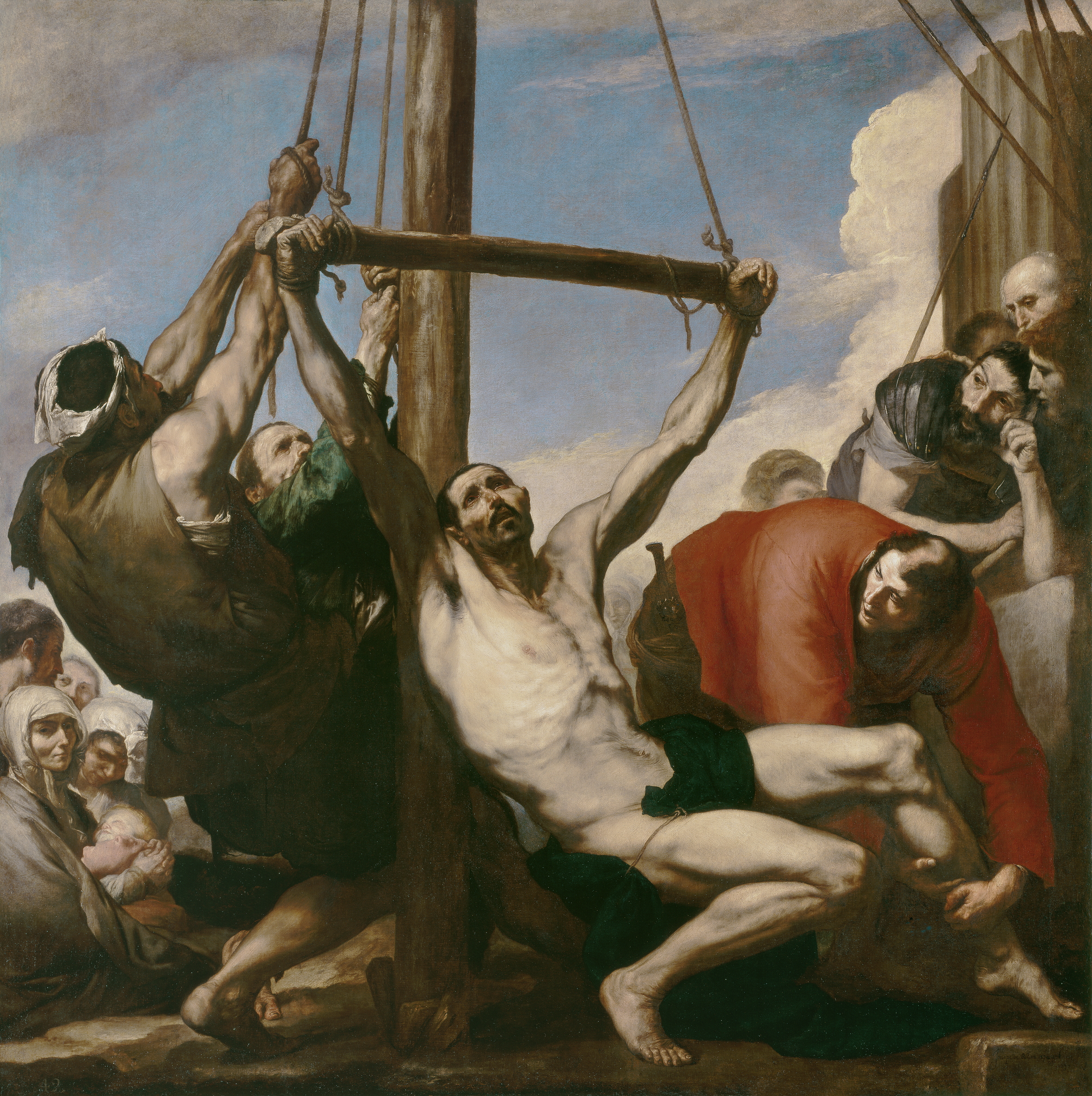
El martiri de Sant Felip, de Josep de Ribera (Madrid, Museo del Prado)
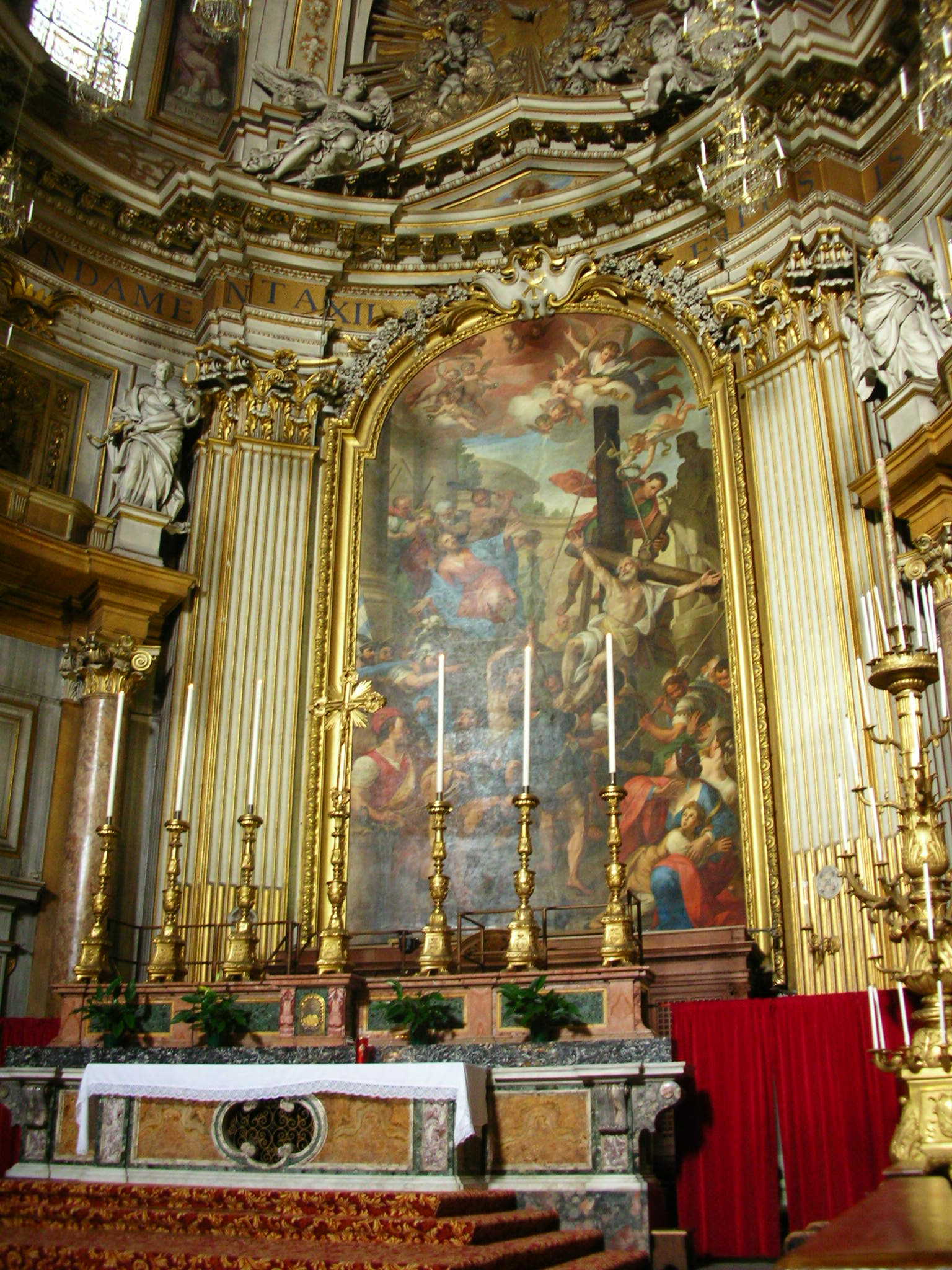
Altar major de la basílica dels Santi Apostoli, a Roma, amb les relíquies dels sants apòstols Felip i Jaume el Menor; a l'altar hi ha representats els martiris d'ambdòs.
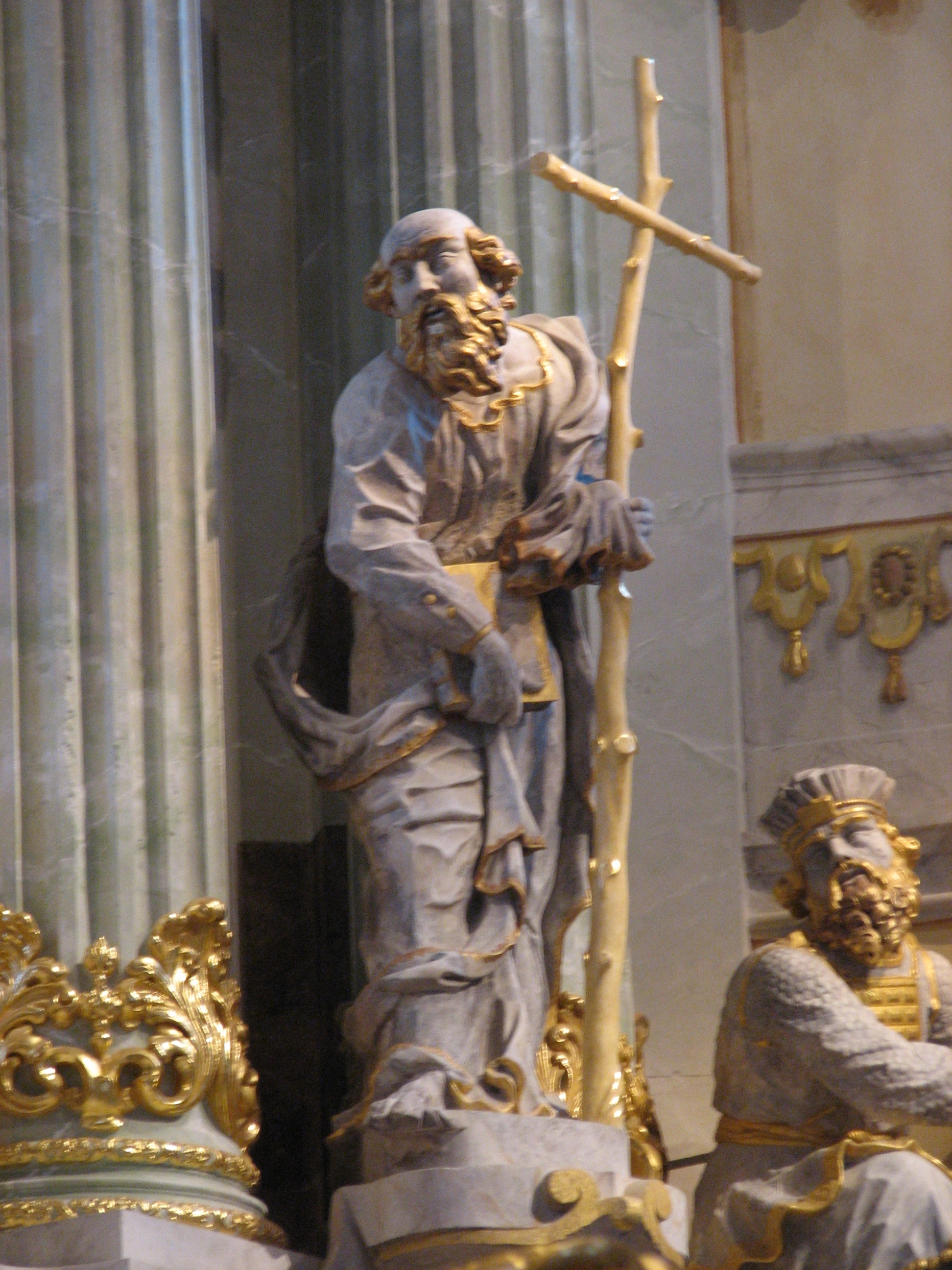
Escultura de Sant Felip a la Frauenkirche de Dresden (s. XVIII)
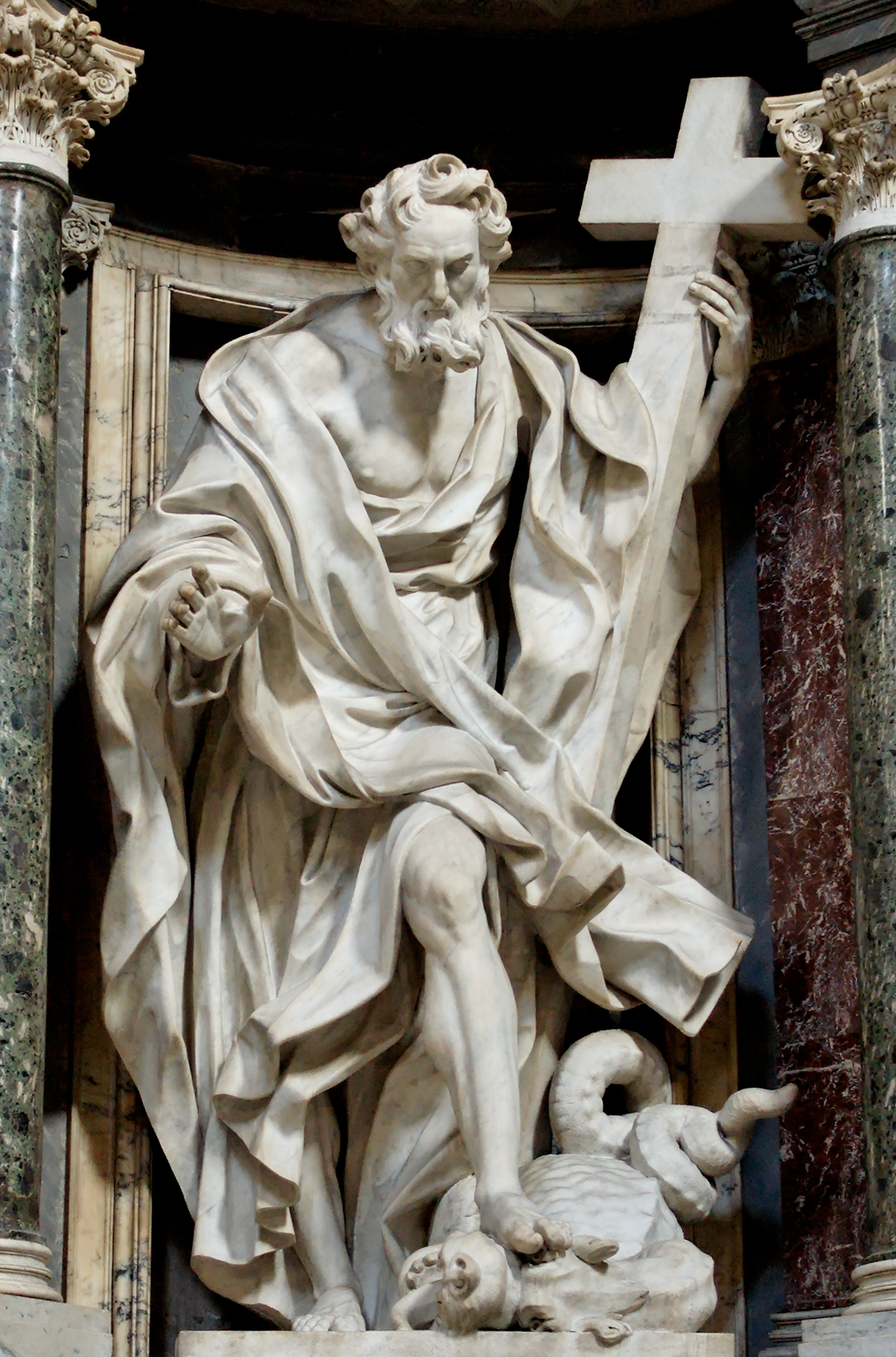
Escultura de Giuseppe Mazzuoli a Sant Joan del Laterà (Roma), s. XVIII

## Veneració
Segons la tradició cristiana, les seves despulles foren traslladades a Constantinoble i, posteriorment, a Roma, a l'església dels Santi Apostoli. Actualment, es veneren les seves restes en ambdós llocs.
Fins al 1955, l'Església Catòlica Romana feia la festivitat de Felip, juntament amb la de Jaume el Menor, el dia 1 de maig, aniversari de la dedicació de l'Església dels Sants Apòstols de Roma, on hi ha les seves relíquies. En instituir-se la festa de sant Josep Obrer, en 1955, l'1 de maig, es va moure la festa de Felip i Jaume a l'11 de maig, el dia més proper que no tenia assignada una altra festa. En 1969, arran de la revisió del Calendari romà, es va tornar a moure, ara al 3 de maig, que és la data de celebració avui dia. L'Església Anglicana manté com a festivitat l'1 de maig, i l'Església Ortodoxa Grega, el 14 de novembre.